# Phytometra fusca
Phytometra fusca là một loài bướm đêm trong họ Erebidae.